# Copa del Rei de futbol 2017-18
La Copa del Rei de Futbol 2017-18 és l'edició número 114 de la Copa del Rei. Hi participaren els equips de Primera, Segona, Segona B, i Tercera divisions, llevat dels equips filials d'altres clubs encara que juguin en aquestes categories.
El torneig va començar del 31 d'agost de 2017 i va finalitzar el 21 d'abril de 2018. El defensor del títol el FC Barcelona, campió de l'edició 2016-17. El FC Barcelona, que havia guanyat les tres darreres edicions del torneig, va defensar el títol reeixidament, en vèncer 5–0 el Sevilla FC a la final, celebrada al Wanda Metropolitano.
Aquest va ser el 30è títol de la competició pel Barça, el quart consecutiu, quelcom que no més dos equips havien aconseguit abans, l'Athletic Club i el Reial Madrid. La victòria a més a més va implicar adjudicar-se en propietat el catorzè trofeu en disputa.

## Primera ronda
Van disputar la primera ronda del torneig els quaranta-tres equips de Segona Divisió B i Tercera Divisió, dels quals set van quedar exempts. L'eliminatòria es va decidir a partit únic entre el 30 d'agost i el 6 de setembre de 2017, en el camp dels clubs les boles dels quals van ser extretes en primer lloc en el sorteig. 
 Clubs exempts:  Atlètic Baleares,  Racing Ferrol,  Hèrcules CF,  RCD Mallorca,  CE Alcoià,  CF Fuenlabrada i  Mérida AD.
| Local                   | Resultat  | Visitant         |
| ----------------------- | --------- | ---------------- |
| CF Talavera             | 1-0       | CD Toledo        |
| CF Rayo Majadahonda     | 0-1       | AD Unión Adarve  |
| SD Ponferradina         | 2-0       | Rápido Bouzas    |
| Gimnástica Segoviana CF | 2-0       | Pontevedra CF    |
| UD Logroñés             | 4-0       | Avilés CF        |
| Gimnástica Torrelavega  | 0-3       | SCD Durango      |
| CD Calahorra            | 1-0       | Real Unión Irun  |
| Peña Sport FC           | 1-2       | CD Mirandés      |
| SD Leioa                | 2-1       | Racing Santander |
| CF Badalona             | 2-2 (1-3) | Elx CF           |
| SE Formentera           | 1-1 (5-4) | SD Tarazona      |
| CE Olímpic Xàtiva       | 1-1 (4-5) | UE Olot          |
| FC Cartagena            | 2-1       | UCAM Murcia      |
| Real Murcia CF          | 3-1       | CP Cacereño      |
| Antequera CF            | 2-0       | Arcos CF         |
| CF Lorca Deportiva      | 3-1       | CF Villanovense  |
| UD San Fernando         | 1-2       | UD Marbella      |
| Lleida Esportiu         | 1-0       | UD Melilla       |

## Segona ronda
La segona ronda del torneig la van disputar els vencedors de la primera ronda, els set equips que n'havien quedat exempts i els vint equips de Segona Divisió. Va haver-hi un equip que va quedar exempt, i els equips de Segona havien de, obligatòriament, enfrontar-se entre si. L'eliminatòria es va jugar a partit únic entre el 5 i 7 de setembre de 2017. 
 Clubs exempts:  SE Formentera
| Local               | Resultat  | Visitant                |
| ------------------- | --------- | ----------------------- |
| Elx CF              | 3-2       | SCD Durango             |
| UE Olot             | 1-0       | CE Alcoià               |
| Real Murcia CF      | 4-1       | Racing Ferrol           |
| RCD Mallorca        | 0-0 (3-4) | Lleida Esportiu         |
| CF Talavera         | 3-1       | Antequera CF            |
| CF Fuenlabrada      | 2-0       | Mérida AD               |
| SD Ponferradina     | 1-0       | Atlètic Baleares        |
| UD Marbella         | 1-2       | Gimnástica Segoviana CF |
| CD Calahorra        | 2-0       | SD Leioa                |
| FC Cartagena        | 2-1       | CD Mirandés             |
| Hèrcules CF         | 2-1       | CF Lorca Deportiva      |
| UD Logroñés         | 0-0 (8-7) | AD Unión Adarve         |
| CA Osasuna          | 3-2       | Albacete Balompié       |
| Reial Saragossa     | 3-0       | Granada CF              |
| Rayo Vallecano      | 0-3       | CD Tenerife             |
| CF Reus Deportiu    | 0-1       | Sporting Gijón          |
| Gimnàstic Tarragona | 1-1 (1-3) | CD Lugo                 |
| Lorca FC            | 2-4       | Córdoba CF              |
| SD Huesca           | 0-2       | Real Valladolid CF      |
| Reial Oviedo        | 0-1       | CD Numancia             |
| AD Alcorcón         | 2-4       | Cultural Leonesa        |
| Cadis CF            | 1-0       | UD Almería              |

## Tercera ronda
La tercera ronda del torneig la disputaren els vint-i-dos vencedors de la segona ronda, i l'equip que n'havia quedat exempt. Va haver-hi un equip que va quedar exempt, i els equips de Segona Divisió es van enfrontar un a l'altre i equips de Segona Divisió B i Tercera Divisió es van enfrontar entre ells. L'eliminatòria es va jugar a partit únic entre el 19 i 21 de setembre de 2017. 
 Clubs Exempts:  Lleida Esportiu
| Local                   | Resultat  | Visitant           |
| ----------------------- | --------- | ------------------ |
| SE Formentera           | 4-3       | UD Logroñés        |
| CD Calahorra            | 1-3       | CF Fuenlabrada     |
| Gimnástica Segoviana CF | 0-1       | SD Ponferradina    |
| Real Murcia CF          | 3-1       | UE Olot            |
| Hèrcules CF             | 0-1       | Elx CF             |
| CF Talavera             | 0-1       | FC Cartagena       |
| Córdoba CF              | 1-4       | CD Tenerife        |
| Sporting Gijón          | 1-1 (1-3) | CD Numancia        |
| Reial Saragossa         | 1-0       | CD Lugo            |
| Cadis CF                | 1-0       | CA Osasuna         |
| Cultural Leonesa        | 0-4       | Real Valladolid CF |

## Fase final

### Setzens de final
El sorteig de la ronda de setzens de final es va dur a terme el 28 de setembre de 2017, a la Ciutat del Futbol de Las Rozas. En aquesta ronda, tots els equips de primera divisió entren en la competició. Els partits d'anada es jugaren entre el 24 i el 26 d'octubre i els de tornada entre el 28 i el 30 de novembre.
| Equip 1             | Global | Equip 2           | Anada | Tornada |
| ------------------- | ------ | ----------------- | ----- | ------- |
| FC Cartagena        | 0-7    | Sevilla FC        | 0-3   | 0-4     |
| Elx CF              | 1-4    | Atlètic de Madrid | 1-1   | 0-3     |
| Real Murcia CF      | 0-8    | FC Barcelona      | 0-3   | 0-5     |
| CF Fuenlabrada      | 2-4    | Reial Madrid      | 0-2   | 2-2     |
| Lleida Esportiu     | 3-3    | Reial Societat    | 0-1   | 3-2     |
| SD Ponferradina     | 1-3    | Vila-real CF      | 1-0   | 0-3     |
| SE Formentera       | 2-1    | Athletic Club     | 1-1   | 1-0     |
| Reial Saragossa     | 1-6    | València CF       | 0-2   | 1-4     |
| CD Numancia         | 3-2    | Málaga CF         | 2-1   | 1-1     |
| Real Valladolid CF  | 1-3    | CD Leganés        | 1-2   | 0-1     |
| Cadis CF            | 6-5    | Reial Betis       | 1-2   | 5-3     |
| CD Tenerife         | 2-3    | RCD Espanyol      | 0-0   | 2-3     |
| Getafe CF           | 0-4    | Deportivo Alavés  | 0-1   | 0-3     |
| Deportivo La Coruña | 4-6    | UD Las Palmas     | 1-4   | 3-2     |
| Girona FC           | 1-3    | Llevant UE        | 0-2   | 1-1     |
| SD Eibar            | 1-3    | Celta de Vigo     | 1-2   | 0-1     |

#### Anada
| 24 octubre 2017 | FC Cartagena | 0–3     | Sevilla FC                            | Cartagena                                           |  |
| 19:30           |              | Informe | Sarabia 25' · Correa 35' · Muriel 51' | Cartagonova · 7.750 espectadors · Trujillo Suárez · |  |

| 24 octubre 2017 | Numància                    | 2–1     | Màlaga    | Sòria                                                                 |  |
| 19:30           | Nacho 90+3' · Escassi 90+5' | Informe | Recio 21' | Nuevo Estadio Los Pajaritos · 3.403 espectadors · Álvarez Izquierdo · |  |

| 24 octubre 2017 | Saragossa | 0–2     | València CF                | Saragossa                                          |  |
| 20:30           |           | Informe | Rodrigo 81' · Parejo 90+1' | La Romareda · 16.174 espectadors · Medié Jiménez · |  |

| 24 octubre 2017 | Getafe CF | 0–1     | Alavés     | Getafe                                              |  |
| 20:30           |           | Informe | Santos 87' | Coliseum · 7.731 espectadors · Fernández Borbalán · |  |

| 24 octubre 2017 | Múrcia | 0–3     | FC Barcelona                            | Múrcia                                                   |  |
| 21:30           |        | Informe | Alcácer 44' · Deulofeu 52' · Arnaiz 56' | Nueva Condomina · 19.089 espectadors · Munuera Montero · |  |

| 24 octubre 2017 | Cadis    | 1–2     | Reial Betis  | Cadis                                                     |  |
| 21:30           | Álex 21' | Informe | León 6', 54' | Ramón de Carranza · 14.977 espectadors · Alberola Rojas · |  |

| 25 octubre 2017 | SE Formentera | 1–1     | Athletic Club   | Sant Francesc de Formentera                        |  |
| 19:00           | Liñán 60'     | Informe | Raúl García 63' | Municipal · 2.376 espectadors · González Fuertes · |  |

| 25 octubre 2017 | SD Ponferradina | 1–0     | Vila-real CF | Ponferrada                                      |  |
| 20:30           | Cidoncha 37'    | Informe |              | El Toralín · 2.776 espectadors · Melero López · |  |

| 25 octubre 2017 | Reial Valladolid | 1–2     | CD Leganés             | Valladolid                                        |  |
| 20:30           | Cotán 52'        | Informe | Rico 46' · Beauvue 88' | José Zorrilla · 7.289 espectadors · Gil Manzano · |  |

| 25 octubre 2017 | Elx CF          | 1–1     | At. Madrid | Elx                                                               |  |
| 21:30           | Lolo 52' (pen.) | Informe | Partey 17' | Manuel Martínez Valero · 15.080 espectadors · Estrada Fernández · |  |

| 25 octubre 2017 | SD Eibar         | 1–2     | Celta de Vigo            | Eibar                                           |  |
| 21:30           | Sergi Enrich 18' | Informe | Cabral 4' · Guidetti 44' | Ipurua · 3.432 espectadors · Undiano Mallenco · |  |

| 26 octubre 2017 | Lleida Esportiu | 0–1     | Reial Societat | Lleida                                             |  |
| 19:30           |                 | Informe | Canales 32'    | Camp d'Esports · 9.872 espectadors · Jaime Latre · |  |

| 26 octubre 2017 | Deportivo La Coruña | 1–4     | UD Las Palmas                   | La Corunya                                         |  |
| 20:30           | Pérez 59'           | Informe | Momo 8', 16' · Calleri 81', 90' | Abanca-Riazor · 26.735 espectadors · Mateu Lahoz · |  |

| 26 octubre 2017 | Girona FC | 0–2     | Llevane                    | Girona                                             |  |
| 20:30           |           | Informe | Boateng 40' · Doukouré 62' | Montilivi · 6.446 espectadors · Sánchez Martínez · |  |

| 26 octubre 2017 | CF Fuenlabrada | 0–2     | R. Madrid                               | Fuenlabrada                                                         |  |
| 21:30           |                | Informe | Asensio 63' (pen.) · Vázquez 80' (pen.) | Estadio Fernando Torres · 7.200 espectadors · Iglesias Villanueva · |  |

| 26 octubre 2017 | CD Tenerife | 0–0     | RCD Espanyol | Santa Cruz de Tenerife                                               |  |
| 21:30           |             | Informe |              | Heliodoro Rodríguez López · 13.925 espectadors · González González · |  |

#### Tornada
| 28 novembre 2017 | Màlaga     | 1–1 (Total: 2–3) | Numància      | Màlaga                                                 |  |
| 19:30            | Adrián 18' | Informe          | Elgezabal 53' | La Rosaleda · 13.326 espectadors · Aguilar Rodríguez · |  |

| 28 novembre 2017 | CD Leganés | 1–0 (Total: 3–1) | Reial Valladolid | Leganés                                          |  |
| 19:30            | Tito 34'   | Informe          |                  | Butarque · 5.732 espectadors · Munuera Montero · |  |

| 28 novembre 2017 | Reial Madrid CF  | 2–2 (Total: 4–2) | CF Fuenlabrada           | Madrid                                                      |  |
| 21:30            | Mayoral 62', 70' | Informe          | Milla 25' · Portilla 89' | Santiago Bernabéu · 49.638 espectadors · González Fuertes · |  |

| 28 novembre 2017 | Llevant UE  | 1–1 (Total: 3–1) | Girona FC  | València                                                    |  |
| 21:30            | Morales 75' | Informe          | Mojica 33' | Ciutat de València · 6.858 espectadors · Undiano Mallenco · |  |

| 28 novembre 2017 | Celta de Vigo    | 1–0 (Total: 3–1) | SD Eibar | Vigo                                                         |  |
| 21:30            | Aspas 90' (pen.) | Informe          |          | Estadi de Balaídos · 8.286 espectadors · Estrada Fernández · |  |

| 29 novembre 2017 | Sevilla FC                                 | 4–0 (Total: 7–0) | FC Cartagena | Sevilla                                                            |  |
| 19:30            | Ben Yedder 3', 6' · Ganso 42' · Correa 66' | Informe          |              | Ramón Sánchez Pizjuán · 11.678 espectadors · Hernández Hernández · |  |

| 29 novembre 2017 | FC Barcelona                                                     | 5–0 (Total: 8–0) | Múrcia | Barcelona                                        |  |
| 19:30            | Alcácer 16' · Piqué 56' · Vidal 60' · D. Suárez 74' · Arnáiz 79' | Informe          |        | Camp Nou · 68.775 espectadors · Alberola Rojas · |  |

| 29 novembre 2017 | Reial Societat            | 2–3 (Total: 3–3) | Lleida Esportiu                             | Sant Sebastià                                   |  |
| 19:30            | Llorente 24' · Juanmi 34' | Informe          | Núñez 56' · Molina 59' (p.) · Radulović 87' | Anoeta · 8.819 espectadors · Martínez Munuera · |  |

| 29 novembre 2017 | At. Madrid                    | 3–0 (Total: 4–1) | Elx CF | Madrid                                                     |  |
| 21:30            | Giménez 31' · Torres 33', 68' | Informe          |        | Wanda Metropolitano · 46.723 espectadors · Medié Jiménez · |  |

| 29 novembre 2017 | Athletic Club | 0–1 (Total: 1–2) | SE Formentera | Bilbao                                              |  |
| 21:30            |               | Informe          | Muñiz 90+6'   | San Mamés · 14.294 espectadors · Del Cerro Grande · |  |

| 29 novembre 2017 | UD Las Palmas           | 2–3 (Total: 6–4) | Deportivo La Coruña        | Las Palmas                                                |  |
| 21:30            | Toledo 58' · Rémy 90+4' | Informe          | Çolak 42' · Valle 53', 80' | Gran Canaria · 7.558 espectadors · de Burgos Bengoetxea · |  |

| 30 novembre 2017 | Alavés                    | 3–0 (Total: 4–0) | Getafe CF | Vitòria                                                 |  |
| 19:00            | Munir 3', 69' · Bojan 31' | Informe          |           | Mendizorrotza · 9.128 espectadors · González González · |  |

| 30 novembre 2017 | Vila-real CF                 | 3–0 (Total: 3–1) | SD Ponferradina | Vila-real                                                  |  |
| 19:30            | Bakambu 47', 62' · Bacca 64' | Informe          |                 | Estadi de la Ceràmica · 10.591 espectadors · Jaime Latre · |  |

| 30 novembre 2017 | RCD Espanyol                                                 | 3–2 (Total: 3–2) | CD Tenerife                   | Cornellà de Llobregat                                    |  |
| 19:30            | Gerard Moreno 36' (pen.) · Granero 56' · Sergio García 90+1' | Informe          | Acosta 9' · Juan Carlos 90+3' | RCDE Stadium · 8.130 espectadors · Iglesias Villanueva · |  |

| 30 novembre 2017 | València CF                           | 4–1 (Total: 6–1) | Saragossa | València                                       |  |
| 21:30            | Mina 28', 59' · Ibáñez 68' · Vezo 86' | Informe          | Pombo 87' | Mestalla · 26.311 espectadors · Melero López · |  |

| 30 novembre 2017 | Reial Betis                   | 3–5 (Total: 5–6) | Cadis                                                           | Sevilla                                                    |  |
| 21:30            | Boudebouz 8' · Tello 24', 64' | Informe          | Barral 3' · Romera 18', 41' · García 26' (pen.) · Kecojević 78' | Benito Villamarín · 25.829 espectadors · Trujillo Suárez · |  |

### Vuitens de final
S'enfronten entre ells el setze guanyadors de la ronda anterior. El sorteig es va dur a terme el 5 de desembre de 2017. Els partits d'anada es jugaren entre el 3 i el 4 de gener i els de tornada entre el 9 i l'11 de gener.
| Equip 1         | Global       | Equip 2          | Anada | Tornada |
| --------------- | ------------ | ---------------- | ----- | ------- |
| SE Formentera   | 1–5          | Deportivo Alavés | 1–3   | 0–2     |
| Lleida Esportiu | 0–7          | At. Madrid       | 0–4   | 0–3     |
| CD Numancia     | 2–5          | R. Madrid        | 0–3   | 2–2     |
| Celta de Vigo   | 1–6          | FC Barcelona     | 1–1   | 0–5     |
| Cadis           | 1–4          | Sevilla FC       | 0–2   | 1–2     |
| CD Leganés      | 2–2 (g.c.c.) | Vila-real CF     | 1–0   | 1–2     |
| UD Las Palmas   | 1–5          | València CF      | 1–1   | 0–4     |
| RCD Espanyol    | 3–2          | Llevant UE       | 1–2   | 2–0     |

### Quarts de final
Els vuit equips guanyadors de la ronda de vuitens s'enfronten a partits d'anada, entre el 17 i 18 de gener i de tornada, entre el 23 i 25 de gener. El sorteig es va dur a terme el 12 de gener de 2018.
| Equip 1      | Global          | Equip 2          | Anada | Tornada   |
| ------------ | --------------- | ---------------- | ----- | --------- |
| València CF  | 3–3 (Pen.: 3–2) | Deportivo Alavés | 2–1   | 1–2 (pr.) |
| At. Madrid   | 2–5             | Sevilla FC       | 1–2   | 1–3       |
| RCD Espanyol | 1–2             | FC Barcelona     | 1–0   | 0–2       |
| CD Leganés   | 2–2 (g.c.c.)    | R. Madrid        | 0–1   | 2–1       |

### Semifinals
En el mateix sorteig del 12 de gener es van definir els enfrontaments de semifinals. Eliminatòries jugades a doble partit, l'anada entre el 31 de gener i l'1 de febrer i la tornada entre el 7 i 8 de febrer.
| Equip 1      | Global | Equip 2     | Anada | Tornada |
| ------------ | ------ | ----------- | ----- | ------- |
| CD Leganés   | 1–3    | Sevilla FC  | 1–1   | 0–2     |
| FC Barcelona | 3–0    | València CF | 1–0   | 2–0     |

#### Anada
| 31 gener 2018 | CD Leganés | 1–1   | Sevilla FC | Leganés                                             |  |
| 21:30 CET     | Siovas 56' | Fitxa |            | Butarque · 11,454 espectadors · González González · |  |

| 1 febrer 2018 | FC Barcelona  | 1–0   | València CF | Barcelona                                          |  |
| 21:30 CET     | L. Suárez 67' | Fitxa |             | Camp Nou · 50,959 espectadors · Sánchez Martínez · |  |

#### Tornada
| 7 febrer 2018 | Sevilla FC               | 2–0 (Total: 3–1) | CD Leganés | Sevilla                                                          |  |
| 21:30 CET     | Correa 15' · Vázquez 89' | Fitxa            |            | Ramón Sánchez Pizjuán · 39,705 espectadors · Estrada Fernández · |  |

| 8 febrer 2018 | València CF | 0–2 (Total: 0–3) | FC Barcelona               | València                                           |  |
| 21:30 CET     |             | Fitxa            | Coutinho 49' · Rakitić 82' | Mestalla · 43,355 espectadors · Undiano Mallenco · |  |

## Final
Es disputà el dia 21 d'abril en un camp neutral acordat entre els dos finalistes i la Federació Espanyola de Futbol. En aquesta edició la seu va ser el nou estadi de l'Atlético de Madrid, l'Estadi Wanda Metropolitano.
| Sevilla FC | 0–5   | FC Barcelona                                                     |
| ---------- | ----- | ---------------------------------------------------------------- |
|            | Fitxa | L. Suárez 14', 40' · Messi 31' · Iniesta 52' · Coutinho 69' (p.) |

## Quadre resum
|  | Vuitens de final  | Vuitens de final | Vuitens de final | Vuitens de final |      |                   | Quarts de final | Quarts de final | Quarts de final | Quarts de final |  |              | Semifinals | Semifinals | Semifinals | Semifinals |            |            | Final      | Final | Final | Final |
|  |                   |                  |                  |                  |      |                   |                 |                 |                 |                 |  |              |            |            |            |            |            |            |            |       |       |       |
|  | CD Leganés        | 1                | 1                | 2                |      |                   |                 |                 |                 |                 |  |              |            |            |            |            |            |            |            |       |       |       |
|  | Vila-real CF      | 0                | 2                | 2                |      |                   |                 |                 |                 |                 |  |              |            |            |            |            |            |            |            |       |       |       |
|  | Vila-real CF      | 0                | 2                | 2                |      | CD Leganés        | 0               | 2               | 2               |                 |  |              |            |            |            |            |            |            |            |       |       |       |
|  |                   |                  |                  |                  |      | CD Leganés        | 0               | 2               | 2               |                 |  |              |            |            |            |            |            |            |            |       |       |       |
|  |                   | Reial Madrid CF  | 1                | 1                | 2    |                   |                 |                 |                 |                 |  |              |            |            |            |            |            |            |            |       |       |       |
|  | CD Numancia       | Reial Madrid CF  | 1                | 1                | 2    | 0                 | 2               | 2               |                 |                 |  |              |            |            |            |            |            |            |            |       |       |       |
|  | CD Numancia       |                  |                  |                  |      | 0                 | 2               | 2               |                 |                 |  |              |            |            |            |            |            |            |            |       |       |       |
|  | Reial Madrid CF   | 3                | 2                | 5                |      |                   |                 |                 |                 |                 |  |              |            |            |            |            |            |            |            |       |       |       |
|  | Reial Madrid CF   | 3                | 2                | 5                |      |                   |                 |                 |                 |                 |  | CD Leganés   | 1          | 0          | 1          |            |            |            |            |       |       |       |
|  |                   |                  |                  |                  |      |                   |                 |                 |                 |                 |  | CD Leganés   | 1          | 0          | 1          |            |            |            |            |       |       |       |
|  |                   | Sevilla FC       | 1                | 2                | 3    |                   |                 |                 |                 |                 |  |              |            |            |            |            |            |            |            |       |       |       |
|  | Lleida Esportiu   | Sevilla FC       | 1                | 2                | 3    | 0                 | 0               | 0               |                 |                 |  |              |            |            |            |            |            |            |            |       |       |       |
|  | Lleida Esportiu   |                  |                  |                  |      | 0                 | 0               | 0               |                 |                 |  |              |            |            |            |            |            |            |            |       |       |       |
|  | Atlètic de Madrid | 4                | 3                | 7                |      |                   |                 |                 |                 |                 |  |              |            |            |            |            |            |            |            |       |       |       |
|  | Atlètic de Madrid | 4                | 3                | 7                |      | Atlètic de Madrid | 1               | 2               | 3               |                 |  |              |            |            |            |            |            |            |            |       |       |       |
|  |                   |                  |                  |                  |      | Atlètic de Madrid | 1               | 2               | 3               |                 |  |              |            |            |            |            |            |            |            |       |       |       |
|  |                   | Sevilla FC       | 1                | 3                | 4    |                   |                 |                 |                 |                 |  |              |            |            |            |            |            |            |            |       |       |       |
|  | Cadis CF          | Sevilla FC       | 1                | 3                | 4    | 0                 | 1               | 1               |                 |                 |  |              |            |            |            |            |            |            |            |       |       |       |
|  | Cadis CF          |                  |                  |                  |      | 0                 | 1               | 1               |                 |                 |  |              |            |            |            |            |            |            |            |       |       |       |
|  | Sevilla FC        | 2                | 2                | 4                |      |                   |                 |                 |                 |                 |  |              |            |            |            |            |            |            |            |       |       |       |
|  | Sevilla FC        | 2                | 2                | 4                |      |                   |                 |                 |                 |                 |  |              |            |            |            |            | Sevilla FC | Sevilla FC | Sevilla FC | 0     |       |       |
|  |                   |                  |                  |                  |      |                   |                 |                 |                 |                 |  |              |            |            |            |            |            | Sevilla FC | Sevilla FC | 0     |       |       |
|  |                   | FC Barcelona     | FC Barcelona     | FC Barcelona     | 5    |                   |                 |                 |                 |                 |  |              |            |            |            |            |            |            |            |       |       |       |
|  | RCD Espanyol      | FC Barcelona     | FC Barcelona     | FC Barcelona     | 5    | 1                 | 2               | 3               |                 |                 |  |              |            |            |            |            |            |            |            |       |       |       |
|  | RCD Espanyol      |                  |                  |                  |      | 1                 | 2               | 3               |                 |                 |  |              |            |            |            |            |            |            |            |       |       |       |
|  | Llevant UE        | 2                | 0                | 2                |      |                   |                 |                 |                 |                 |  |              |            |            |            |            |            |            |            |       |       |       |
|  | Llevant UE        | 2                | 0                | 2                |      | RCD Espanyol      | 1               | 0               | 1               |                 |  |              |            |            |            |            |            |            |            |       |       |       |
|  |                   |                  |                  |                  |      | RCD Espanyol      | 1               | 0               | 1               |                 |  |              |            |            |            |            |            |            |            |       |       |       |
|  |                   | FC Barcelona     | 0                | 2                | 2    |                   |                 |                 |                 |                 |  |              |            |            |            |            |            |            |            |       |       |       |
|  | Celta de Vigo     | FC Barcelona     | 0                | 2                | 2    | 1                 | 0               | 1               |                 |                 |  |              |            |            |            |            |            |            |            |       |       |       |
|  | Celta de Vigo     |                  |                  |                  |      | 1                 | 0               | 1               |                 |                 |  |              |            |            |            |            |            |            |            |       |       |       |
|  | FC Barcelona      | 1                | 5                | 6                |      |                   |                 |                 |                 |                 |  |              |            |            |            |            |            |            |            |       |       |       |
|  | FC Barcelona      | 1                | 5                | 6                |      |                   |                 |                 |                 |                 |  | FC Barcelona | 1          | 2          | 3          |            |            |            |            |       |       |       |
|  |                   |                  |                  |                  |      |                   |                 |                 |                 |                 |  | FC Barcelona | 1          | 2          | 3          |            |            |            |            |       |       |       |
|  |                   | València CF      | 0                | 0                | 0    |                   |                 |                 |                 |                 |  |              |            |            |            |            |            |            |            |       |       |       |
|  | UD Las Palmas     | València CF      | 0                | 0                | 0    | 1                 | 0               | 1               |                 |                 |  |              |            |            |            |            |            |            |            |       |       |       |
|  | UD Las Palmas     |                  |                  |                  |      | 1                 | 0               | 1               |                 |                 |  |              |            |            |            |            |            |            |            |       |       |       |
|  | València CF       | 1                | 4                | 5                |      |                   |                 |                 |                 |                 |  |              |            |            |            |            |            |            |            |       |       |       |
|  | València CF       | 1                | 4                | 5                |      | València CF       | 2               | 1               | 3(3)            |                 |  |              |            |            |            |            |            |            |            |       |       |       |
|  |                   |                  |                  |                  |      | València CF       | 2               | 1               | 3(3)            |                 |  |              |            |            |            |            |            |            |            |       |       |       |
|  |                   | Dep. Alavés      | 1                | 2                | 3(2) |                   |                 |                 |                 |                 |  |              |            |            |            |            |            |            |            |       |       |       |
|  | SE Formentera     | Dep. Alavés      | 1                | 2                | 3(2) | 1                 | 0               | 1               |                 |                 |  |              |            |            |            |            |            |            |            |       |       |       |
|  | SE Formentera     |                  |                  |                  |      | 1                 | 0               | 1               |                 |                 |  |              |            |            |            |            |            |            |            |       |       |       |
|  | Dep. Alavés       | 3                | 2                | 5                |      |                   |                 |                 |                 |                 |  |              |            |            |            |            |            |            |            |       |       |       |